# 오순택

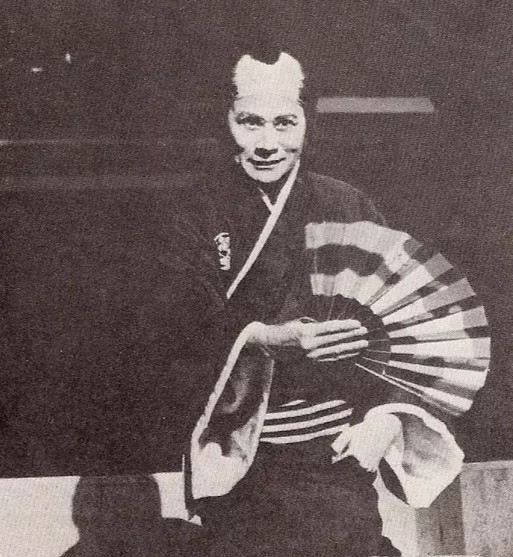

오순택(영어: Soon-Tek Oh, 1932년 6월 29일 ~ 2018년 4월 4일)은 대한민국의 배우이다.

## 개요
1965년부터 미국에서 할리우드 영화와 브로드웨이 연극·뮤지컬, TV 미니시리즈 등 300여편에 출연한 미국 진출 1세대 배우이다.
1965년 구로사와 아키라 감독의 영화를 번안한 연극 <라쇼몽>이 데뷔작.

## 생애
오순택은 1932년 6월 29일 대한민국 전라남도 목포에서 2남 4녀 중 넷째로 태어났다. 아버지는 당시 목포군청(현재 목포시청) 공무원이었고, 해방 직후 강진초등학교 6학년에 편입, 얼마 후 목포공업학교에 진학해 3학년까지 다니다가 1950년에 광주고로 편입했고, 1952년에 연세대(당시 연희대) 정치외교학과에 입학했다. 영화 유학을 위해 하버드 로스쿨을 지원하였다. 당시 유학 조건인 군필과 국가가 주관하는 유학시험(해당 국가 언어와 전공)을 3학년 때 통과해 하버드 대학으로부터 반허가를 받았다. 1959년 가을학기에 입학해 1년 반 다니던 중 지도교수인 헨리 굿맨의 추천으로 뉴욕의 네이버후드 플레이하우스 연극학교(2년제)를 동양인 최초로 입학, 졸업했다. 이후 연기와 극작을 복수전공으로 MFA(석사 후 실기 연구) 과정으로 UCLA 대학원으로 진학하였다.
데뷔작인 연극 <라쇼몽>에서는 주역을 맡아 1년 반 동안 캘리포니아에서 순회공연했고, 1967년 방영한 <앨리윈터의 마지막 전쟁>이라는 특집극에 ‘월맹군’ 중위로 출연하게 된다. 이후 수많은 영화와 tv 드라마, 브로드웨이에서 활동하였다.
1971년 잠시 대한민국에 들어온 적이 있는데 미국에서의 교통사고 때문이었다. 할리우드 선셋 거리에서 갑자기 튀어나온 오토바이를 피하려다 전신주에 부딪쳐 얼굴 왼쪽이 으깨졌다고 했다. 폐차할 만큼 큰 사고였다. 1993년까지 무려 10번이나 수술을 해야 했다.
007 시리즈 ‘황금총을 가진 사나이’(1974년)와 TV 시리즈 '에덴의 동쪽'(1981), ‘5-0 수사대’ ‘맥가이버’, ‘마르코 폴로’, ‘에어 울프’, ‘쿵후’ 등에 출연하였다.
1973년 후학 양성을 위해 서울예술전문대학에서 1여년간 강의를 시작으로 2001년 한예종 연극원 초빙교수, 2002년 계명대 연극영화과 초빙교수, 2005년부터는 서울예술대학 석좌교수를 지냈다. 그 외에도 1965년에 건립된 Asian American theatre 그룹인 이스트 웨스트 플레이어의 초기 일원 가운데 한 명이었다. 1995년에 그는 한미 시어터 그룹을 창설하였다.

## 수상
- 2008년 제9회 미국 샌디에이고 아시아필름페스티벌 평생공로상
- 2002년 제10회 KBS 해외동포상 예술부문상
- 1979 미국 드라마 로지 비평가상 최우수연기상
- 1976 뉴욕주 예술위원회 창작희곡상
- 1969 East West Players Repertory Co 최우수 극작상
- 1967 Harry Kurnitz 창작극상
- 1965 Harry Kurnitz 창작극상

## 출연 영화
- 강적 (2006)
- True Blue (2001)
- 깐풍기 (1997)
- 뮬란 (1998)
- 뮬란 2 (2004)
- Last Mountain (2005)
- The Visit (2002)
- Special Weapons and Tactics (2002)
- The President's Man (2000)
- Roads and Bridges (2000)
- 베벌리 힐스 닌자 (1997)
- Street Corner Justice (1996)
- The Real Adventures of Jonny Quest (1996)
- S.F.W. (1994)
- Red Sun Rising (1994)
- A Home of Our Own (1993)
- Deadly Game (1991)
- Last Flight Out (1990)
- Collision Course (1990)
- Manhunt (1989)
- Soursweet (1989)
- The Red Spider (1988)
- Street Justice (1987)
- Death Wish 4 (1987)
- Steele Justice (1987)
- Blood Sport (1986)
- Yuki Shimoda (1985)
- Missing in Action 2 (1985)
- Bialy Smok (1985)
- Death Ride to Osaka (1983)
- The Letter (1982)
- A Fragile Affair (1982)
- Marco Polo (1982)
- The Final Countdown (1980)
- Good Guys Wear Black (1978)
- 007 황금총을 가진 사나이 (1974)
- One More Train to Rob (1971)

## 참고 문헌
- http://news.khan.co.kr/kh_news/khan_art_view.html?artid=201211232127195&code=960801#csidx4476f90c0442c1a9548c86339825cb5